# شهرستان کلاردشت
شهرستان کلاردشت یکی از شهرستان‌های استان مازندران در شمال ایران است. مرکز این شهرستان، شهر کلاردشت است. این شهرستان از شرق به شهرستان چالوس، از غرب به شهرستان تنکابن، از شمال به شهرستان عباس‌آباد و از جنوب به استان البرز متصل است.

## تبدیل بخش به شهرستان

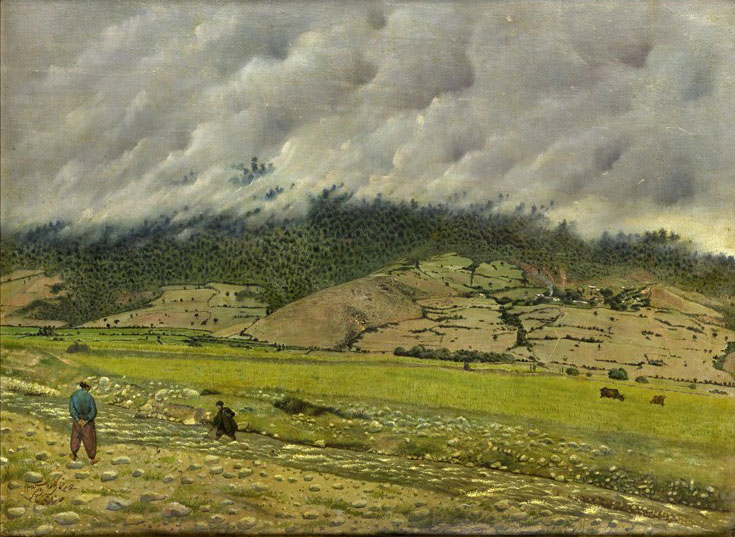
شهرستان کلاردشت

هیئت وزیران بنا به پیشنهاد وزارت کشور و به استناد ماده (۱۳) قانون تعارف و ضوابط کشوری مصوب ۱۳۶۲، تبدیل بخش کلاردشت در استان مازندران به مرکزیت شهر کلاردشت به شهرستان را تصویب کرد.
رئیس شورای شهرستان چالوس از ارتقاء بخش کلاردشت به شهرستان خبر داد. جعفر رستمی فر در گفتگو با ایرنا گفت: هیئت وزیران در جلسه مورخه ۱۳۹۱/۱۲/۲۰ بنا به پیشنهاد شماره ۱۰۷۵۳۲/۴۲/۴/۱ مورخ ۱۳۸۹/۷/۱۷ وزارت کشور و به استناد ماده(۱۳) قانون تعاریف و ضوابط تقسیمات کشوری- مصوب ۱۳۶۲- بخش کلاردشت در استان مازندران به شهرستان ارتقاء داد.

## بخش‌ها
شهرستان کلاردشت دارای یک بخش و دو دهستان است.
- بخش مرکزی شهرستان کلاردشت:
  - دهستان کلاردشت شرقی
  - دهستان کلاردشت غربی
- شهرها:
  - کلاردشت و حسن کیف

## جغرافیای کلاردشت
کلاردشت در گذشته کلار خوانده می‌شد و کلار نام شهر و قلعه‌ای باستانی در محدودهٔ کلاردشت امروزی بود. کلمهٔ کلار نیز آنگونه که در فرهنگ فارسی آمده، و به فتح «ک» به معنی غوک و وزغ می‌باشد. اینکه چرا نام کلار بر این منطقه نهاده‌اند، یک احتمال آن است که در این دشت زمین‌های باتلاقی وسیعی وجود دارد که اصطلاحاً «لش» نامیده می‌شود و این زمین‌ها محل تجمع و تراکم انواع غوک و وزغ می‌باشد. چه‌بسا در گذشته وسعت چنین زمین‌هایی بیشتر بوده و این محدوده مملو از جانوران مزبور بوده است و نام دشت به این سبب به کلار و بعدها کلاردشت شهرت یافته است.
کلاردشت به لحاظ موقعیت جغرافیایی در ۳۶ درجه و ۲۹ دقیقه عرض شمالی و۵۱ درجه و ۶ دقیقه طول شرقی واقع شده است.
شهرستان کلاردشت در منطقه‌ای کوهستانی واقع شده و با وسعتی در حدود ۱۵۰۹ کیلومتر مربع، در غرب استان مازندران واقع است و مرکز آن شهر کلاردشت می‌باشد.
جنوب کلاردشت از قلهٔ علم کوه تا گردنهٔ کندوان در جادهٔ چالوس - کرج به خط الراس اصلی البرز محدود می‌شود و در واقع با نواحی کوهستانی تابع شهرستان کرج هم‌جوار است. رود چالوس در شرق، کلاردشت را از کجور در شهرستان نوشهر متمایز می‌کند.
مرزهای شمالی این منطقه به نواحی شهرستان عباس‌آباد، غربی آن به نواحی تابع شهرستان تنکابن و شرقی آن به شهرستان چالوس محدود می‌شود که حد فاصل این مناطق را جنگل‌های انبوه و سرسبز در بر می‌گیرد.

## جمعیت
جمعیت این شهرستان طبق سرشماری نفوس و مسکن سال ۱۳۹۵ برابر با ۲۳٬۶۴۸ نفر بوده که متشکل از ۸۰۶۷ خانوار است.

## مردم

### طوایف
طوایف کلاردشت به سه دسته طبری‌ها (بومی‌ها)، طالقانی و خواجوند (مهاجران) تقسیم می‌شوند:
1. طوایف طبری‌تبار:

آهنگریان (آهنگرج)، دادجو، دادویی (دادو)، محمودی، وریج، مجلج، میارج، ازوج، عسگریان (عسگرج)، یزدانی، مشایخ، نقیبی، پور ملکی، لکورج، منصورسمایی، فقیه (فقیه نصیری، فقیه سلطانی، فقیه عبداللهی)، ملک مرزبان، هرسیج (هرسج)، انگریج (انگورج)، شرج، رودگر، گلامرج الیاسی، چلاجور (چلاجورج). پسوند «ج» که در نام طوایف طبری‌تبار کلاردشت وجود دارد به معنای «مالک» است.
1. طوایف کُردتبار خواجه‌وند: الغوثی، علیجانی، ویسی، خواجوند، کاووسی، عباسیان، حسنی مقدم، دارابی، حاتمی، برزو، لک، مشعشی، سلطان‌مرادی و دلفان آذری

مژگان کاوسی پژوهشگر و فعال سیاسی نیز از کُردهای کلاردشت است. در پژوهش‌های میدانی خود اشاره می‌کنند که باوجود اینکه مردم خواجه‌وند به گویش لکی از زبان کُردی تکلم می‌کنند -اما بر خلاف جریانات لکی در غرب کشور-، تأکید پیشینان طوایف خواجه‌وند در استان مازندران بر کُرد نامیدن خود است، آنان همواره برای پدران، خود و فرزندانشان هویت کُردی تعریف کرده و آن را به نسل بعد انتقال داده‌اند (هرچند در طول سالیان این مردمان از مناطق کُردنشین فاصله زیادی داشته‌اند).
وجود جای‌نام‌هایی چون کُردمحله و کُردی‌چال در کلاردشت مزید بر علت است.

### خطر انقراض قوم طبری
به گفته پژوهشگران آمار بالای طلاق، باروری کم، سالمندی و ازدواج پایین از مشکلات حوزه جمعیت در میان قوم طبری به ویژه طبری‌های مازندران محسوب می‌شود. پژوهشگران به روند پیری جمعیت قوم طبری اشاره نموده و بر لزوم توجه به سیاست جوانی جمعیت تأکید دارند. پژوهشگران خطر انقراض قوم طبری (مازندرانی) را در کشور خطر جدی می‌دانند. براساس غربالگری از ۴۳۰ هزار زوج طبری (مازندرانی) در سال ۱۴۰۱ حدود ۱۰ هزار زوج نابارور در مازندران شناسایی شدند.

## زبان
مردم بومی کلاردشت به زبان طبری (مازندرانی) با طبری کلاردشتیو خواجوندها به کردی صحبت می‌کنند.

### نمونه صرف افعال در گویش کلاردشت
شماری از صرف افعال مازندرانی در سه گویش کلاردشتی، گرگانی و قائمشهری با برابر گیلکی و فارسی و انگلیسی آن در اینجا به الفبای فونتیک بین‌المللی آوانویسی شده است:
| مازندرانی (لهجه گرگان) | مازندرانی (لهجه قائمشهر) | مازندرانی (لهجه کلاردشت) | گیلکی (لهجه رشت) | فارسی      | فارسی آوانویسی شده | انگلیسی  |
| ---------------------- | ------------------------ | ------------------------ | ---------------- | ---------- | ------------------ | -------- |
| embe                   | eme                      | eme                      | ayem             | می‌آیم      | mi_âyam            | I come   |
| biamome                | bimome                   | bimâme                   | bamam            | آمدم       | âmadam             | I came   |
| vimbe                  | vime                     | vime                     | dinam            | می‌بینم     | mi-binam           | I see    |
| badime                 | badime                   | badiyame                 | bidiyam          | دیدم       | didam              | I saw    |
| šumbe                  | šume                     | šume                     | šam              | می‌روم      | mi-ravam           | I go     |
| burdeme/bašime         | burdeme/bašime           | buârdeme/bašiyame        | bošam            | رفتم       | raftam             | I went   |
| ešembe                 | ešeme                    | ešeme                    | fanderam         | نگاه می‌کنم | negah mi-konam     | I look   |
| hârešime               | hârešime/bešime          | bešiyame                 | fanderasam       | نگاه کردم  | negah kardam       | I looked |
| vejembe                | vejeme                   | vejeme                   | kanam            | می کَنم     | mi-kanam           | I dig    |
| buteme                 | buteme                   | buteme                   | bakandam         | کَندم       | kandam             | I dug    |
| elembe/ešeme           | eleme                    | eleme                    | naham            | می‌گذارم    | mi-gozâram         | I put    |
| bešteme/belesteme      | bešteme                  | bešteme                  | banam            | گذاشتم     | gozâštam           | I put    |
| girembe                | girme                    | gireme                   | giram            | می‌گیرم     | mi-giram           | I take   |
| bahiteme               | baiteme                  | baiteme                  | bigiftam         | گرفتم      | gereftam           | I took   |
| gombe                  | geme                     | gome                     | goyam            | می‌گویم     | mi-goyam           | I say    |
| bahoteme               | baoteme                  | boteme                   | bogoftam         | گفتم       | goftam             | I said   |
| kombe                  | keme                     | kome                     | konam            | می کُنم     | mi-konam           | I do     |
| hâkordeme              | hâkerdeme                | hâkordeme                | bokodam          | کردم       | kardam             | I did    |
| dembe                  | deme                     | deme                     | fadəm            | می‌دهم      | mi-daham           | I give   |
| hâdâme                 | hedâme                   | hâdâme                   | fadam            | دادم       | dâdam              | I gave   |
| hasteme                | haseme                   | haseme                   | esam             | هستم       | hastam             | Iam      |
| bime                   | bime                     | biyame                   | besam            | بودم       | bodam              | I was    |
| angembe                | angeme                   | angeme                   | egedam           | می‌اندازم   | mi-andâzam         | I throw  |
| dingume                | dingume                  | dingume/bingume          | begedam          | انداختم    | andâxtam           | I threw  |

### نمونه واژگان گویش کلاردشت
شماری از واژه‌های مازندرانی در گویش کلاردشت و قائمشهر و گرگان با برابر گیلکی و فارسی و انگلیسی آن در اینجا به الفبای فونتیک بین‌المللی آوانویسی شده است:
| مازندرانی (لهجه گرگان) | مازندرانی (لهجه قائمشهر) | مازندرانی (لهجه کلاردشت) | گیلکی (لهجه رشت) | فارسی        | فارسی آوانویسی شده | انگلیسی       |
| ---------------------- | ------------------------ | ------------------------ | ---------------- | ------------ | ------------------ | ------------- |
| dim                    | dim                      | dim                      | dim              | روی/چهره/دیم | ruy/čehreh         | face          |
| vače/kote              | vače                     | vače                     | zay              | کودک/بچه     | kudæk/bæčé         | Child         |
| piyer                  | piyer                    | piyar                    | per              | پدر          | pedær              | Father        |
| ši piyer               | ši piyer                 | ši piyar                 | mərdə per        | پدرشوهر      | pedær šohar        | Father-in-law |
| kijâ/deter             | kijâ/deter               | kijâ/detar               | kor              | دختر         | doxtær             | Girl/Daughter |
| rikâ/peser             | rikâ/peser               | rikâ/pesar               | rey/ri           | پسر          | pesær              | Boy/Son       |
| kerg                   | kerk                     | kerk                     | kark             | مرغ خانگی    | morgh khanegi      | Hen           |
| guw                    | guw                      | gow                      | gäb              | گاو          | gāv                | Cow           |
| melije/molije          | melije                   | malije                   | murjâne          | مورچه        | murčé              | Ant           |
| kangoli                | kangeli                  | kangoli                  | garzak           | زنبور        | zanbur             | Bee           |
| zerzem/asel maqez      | zezem                    | asel mehaz               | siftâl           | زنبور عسل    | zanbure asal       | Honey Bee     |
| bâmeši                 | bameši                   | pičâ/bameši              | piča/piche       | گربه/پیشی    | gorbe/piši         | Cat           |
| jikâ                   | mičkâ                    | miškâ                    | čičini           | گنجشک        | gonješk            | Sparrow       |
| lalembâz/jerjer        | lalembâz                 | lalebâz                  | čičilâs          | سنجاقک       | sanjâqak           | Damselfly     |
| mâčkol                 | mâčkel                   | mâčkol                   | čičir            | مارمولک      | mârmolak           | Lizard        |
| estekâ                 | hestekâ                  | hessekâ                  | xâš              | استخوان      | estexân            | Bone          |
| areskini/zangiče       | elaskin/bâlkin           | bâleskin                 | ašpe             | آرنج         | ârenj              | Elbow         |
| zemun/geder            | zemun/geder              | zamon                    | zəmat            | زمان         | zaman              | Time          |
| estâre/roojâ           | esâre/roojâ              | esâre/setâre             | kiĵi/setarə      | ستاره        | setare             | Star          |
| nesum/sâyne            | nesum/sâyne              | nesum/sâye               | nesä/saye        | سایه         | saye               | Shadow        |
| jur                    | jur                      | jur                      | buĵor / jor      | بالا         | bāla               | Up            |
| gat/gad                | gat                      | gat                      | pilə=pila        | بزرگ         | bozorg             | Big           |
| vene                   | vene                     | vene/eštehâ              | vastån           | اشتها یا میل | ešteha یا meyl     | Appetite      |
| bašendesten            | bašendiyen               | bašeniyan/barixtan       | šondån/fotan     | ریختن مایعات | rixtan e mayeāt    | Bottling      |